# Fernando Elías Llamosas
Fernando Elías Llamosas (Itacaruaré, 28 de enero de 1927 - Posadas, 10 de junio de 2002) fue un político argentino, que ocupó el cargo de intendente de Posadas, en la provincia de Misiones.

## Biografía
Hijo de un español, Francisco Llamosas hacendado del norte provincial, y una criolla, Magdalena Montenegro. Fue el mayor de cuatro hermanos, otro varón y dos mujeres. Hizo parte de su escuela primaria en Itacaruaré a los 9 años fue enviado a estudiar en el Liceo Víctor Mercante de La Plata en la provincia de Buenos Aires
jugó al fútbol en Club Estudiantes de La Plata. Al terminar quinto año de la escuela secundaria tuvo la oportunidad de jugar en la Primera División de Argentina del Club Atlético Tigre.[cita requerida]En 1948, se radico en Apóstoles dónde se casó y vivió hasta 1962, año en que se radicó definitivamente en Posadas capital de la provincia 
Militante de la Unión Cívica Radical su amigo Mario Losada quien lo había invitado a integrar listas.
En 1983 gana las elecciones del 30 de octubre de 1983 conjuntamente con Ricardo Barrios Arrechea como gobernador de Misiones y Raúl  Alfonsín como presidente de Argentina. Su gestión se vio caracterizada por el fuerte aumento de la cantidad de barrios de emergencia que ocupaban un 10% de esa superficie en 1982 mientras qu en 1987 ocupaban ya el 45.7% del terreno total de Posadas y concentraban más de la mitad de la pobl6 Para el año 87 la inflación argentina, sumado al aumento de conflictos sociales influyó fuertemente en la derrota electoral del radicalismo a nivel nacional, entre ellos en Misiones.
Terminó su gestión el 10 de diciembre de 1987. Su gestión se vio trastocada por problemas presupuestarios y restricciones, los dos últimos años fueron marcados por un contexto complejo de crisis económica, marcada por la inflación, las periódicas corridas cambiarias,con el que antecedió a la hiperinflación de 1989, y la caída de Alfonsín. En Posadas el aumento de la desocupación y la aparición en las afueras de las llamadas villas de emergencia en estos años surgen diversos barrios de emergencia, asentamientos informales o villas en diferentes zonas de la ciudad.
Luego fue diputado provincial desde 1993 hasta 1997, diputado nacional desde 1997 hasta 2001 y concejal de Posadas desde el 2001 hasta su fallecimiento el 10 de junio de 2002, a 75 años. 
También en 1995 fue el candidato a gobernador dn elecciones dirimidas en la Corte Suprema de Justicia de la Nación Argentina. El caso nunca fue resuelto.

## Avenida en homenaje

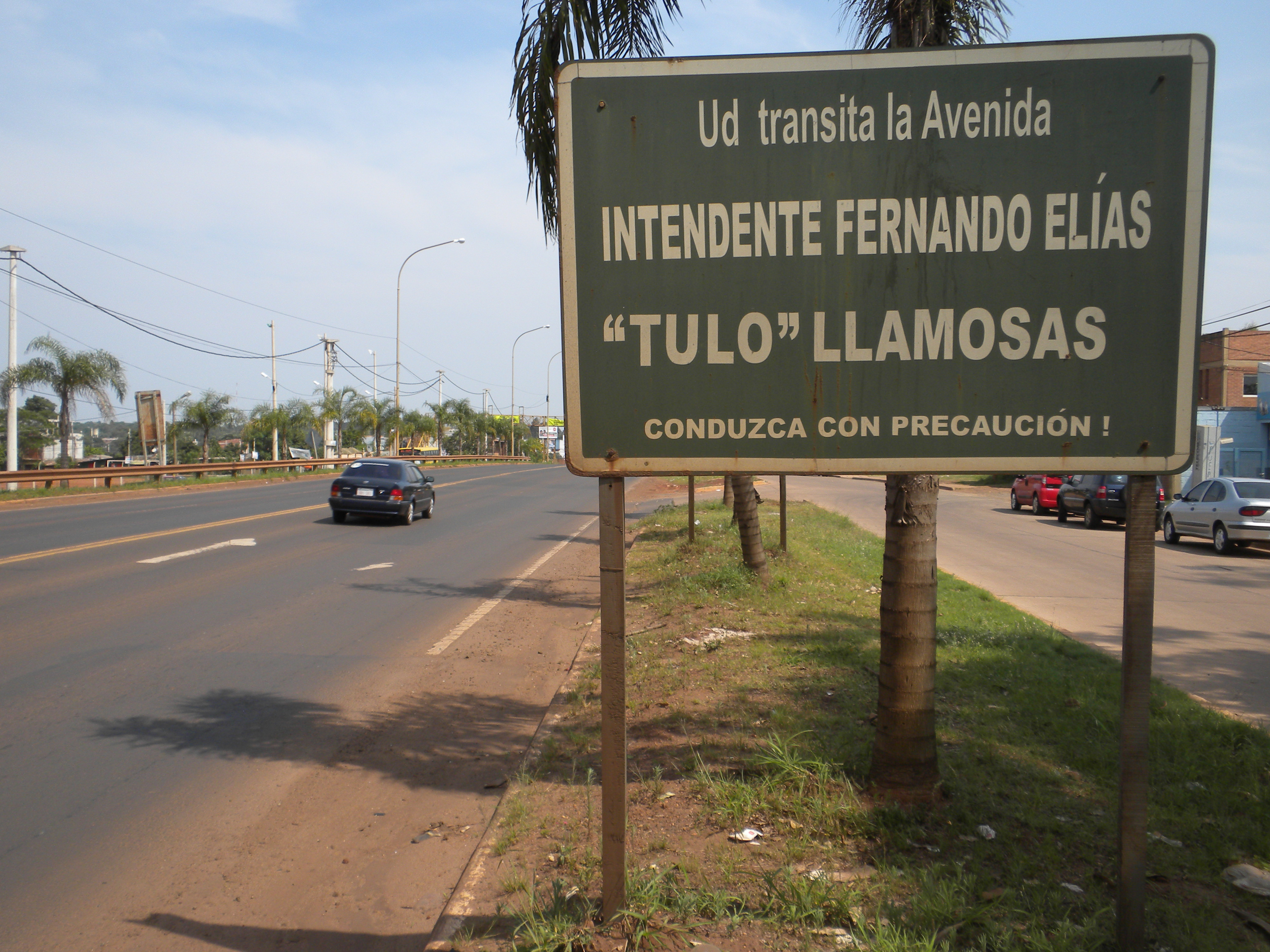
Avenida Intendente Fernando Elías "Tulo" Llamosas por Ruta Nacional 12 en Posadas.

Hace algunos años, por iniciativa del exconcejal Hernán Damiani (MC), la multitrocha de Posadas que une la avenida Quaranta con el puente del Arroyo Zaimán, lleva su nombre «Fernando Elías Llamosas».